# Élection sénatoriale partielle de 1981 dans le Bas-Rhin
 (août 2025).
Une élection sénatoriale partielle dans le Bas-Rhin a lieu le dimanche 27 septembre 1981. Elle a pour but d'élire le sénateur représentant le département au Sénat à la suite de la démission de Jean-Paul Hammann, suppléant de Daniel Hoeffel.

## Contexte départemental
Lors du scrutin sénatorial du 25 septembre 1977 dans le Bas-Rhin, Daniel Hoeffel faisait partie des quatre sénateurs élus dans le département. 
Nommé secrétaire d'État chargé de la Santé et de la Famille dans le gouvernement Barre III, il quitte son mandat sénatorial le 5 mai 1978 et est remplacé par son suppléant Jean-Paul Hammann.

## Sénateur sortant
| Sénateur | Sénateur          | Parti | Fonctions lors de l'élection en 1977 |
| -------- | ----------------- | ----- | ------------------------------------ |
|          | Jean-Paul Hammann | RPR   | Maire d'Ittenheim                    |

## Présentation des candidats
| Candidats | Candidats        | Parti | Fonctions                                                     |
| --------- | ---------------- | ----- | ------------------------------------------------------------- |
|           | Jean-Marie Dupuy | PCF   | Adjoint au maire de Schiltigheim                              |
|           | René Hampé       | PS    |                                                               |
|           | Daniel Hoeffel   | UDF   | Conseiller général de Strasbourg-VII et maire de Handschuheim |

## Résultats
|                | Daniel Hoeffel   | UDF            | 1 815 | 87,47  |  |  |  |  |
|                | René Hampé       | PS             | 216   | 10,41  |  |  |  |  |
|                | Jean-Marie Dupuy | PCF            | 44    | 2,12   |  |  |  |  |
|                |                  |                |       |        |  |  |  |  |
| Inscrits       | Inscrits         | Inscrits       | 2 127 | 100,00 |  |  |  |  |
| Abstentions    | Abstentions      | Abstentions    | 20    | 0,94   |  |  |  |  |
| Votants        | Votants          | Votants        | 2 107 | 99,06  |  |  |  |  |
| Blancs et nuls | Blancs et nuls   | Blancs et nuls | 32    | 1,50   |  |  |  |  |
| Exprimés       | Exprimés         | Exprimés       | 2 075 | 97,55  |  |  |  |  |